# 10634 Pepibican
10634 Pepibican eller 1998 GM1 är en asteroid i huvudbältet som upptäcktes den 8 april 1998 av den tjeckiske astronomen Lenka Kotková vid Ondřejov-observatoriet. Den är uppkallad efter fotbollsspelaren Josef Bican.
Asteroiden har en diameter på ungefär 5 kilometer.